# محطة مورا للطاقة الشمسية
تقع محطة مورا للطاقة الشمسية (بالإنجليزية: Moura photovoltaic power station)‏ في محافظة ألينتخو بالبرتغال. تعمل المحطة باستخدام التأثير الضوئي الجهدي لتحويل الطاقة الشمسية مباشرة إلى طاقة كهربائية. وتتكون المحطة من جزئين، بني أولهما خلال 13 شهر وانتهى بناءه عام 2008، وسوف يكتمل الجزء الثاني عام 2010. تبلغ تكاليف المحطة 250 مليون دولار أمريكي.
ستصل قدرة المحط 62 ميجاواط وتتكون من 376.000 من الألواح الشمسية.
منها نحو 190.000 من الألواح تشكل 32 ميجاواط ثابته، بينما 52.000 من الألواح (10 ميجاواط) مثبتة على أعمدة بحيث تميل آليا وتتبع حركة الشمس في السماء أثناء النهار. ومن المخطط أن تُرفع قدرة لمحطة مستقبلا بنحو 20 ميجاواط إضافية.

وسوف تشغل المحطة مساحة قدرها 250 هكتار وسيكون بوسعها إنتاج طاقة كهربائية 93 جيجاواط ساعي في السنة.

- 10 ميجاواط تعادل استهلاك 15.000 شخص من الكهرباءسنويا في أوروبا.
- وقد أنشئ مصنع لإنتاج الألواح الضوئية الجهدية بتكلفة 6و7 مليون دولار أمريكي بمدينة مورا من أجل تزويد المحطة بالألواح اللازمة للمرحلة الثانية. وبعد اكتمال المحطة سوف يعرض المصنع إنتاجه من الألواح الشمسية في السوق، وتقدر طاقته الإنتاجية بنحو 24 ميجاواط من الألواح سنويا.

## أكبر محطات شمسية في العالم

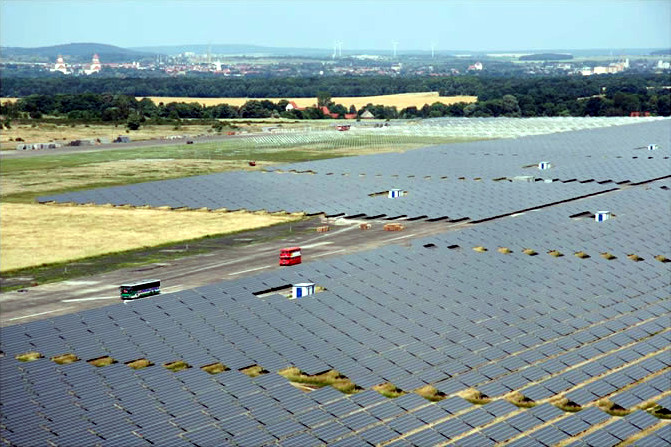
محطة فالدبولينز ألمانيا.
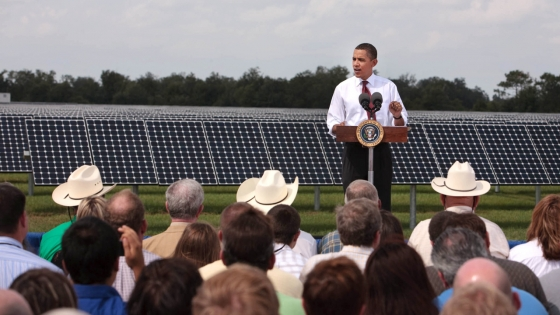
الرئيس الأمريكي باراك أوباما يزور محطة ديسوتو نكست جنيريشن.
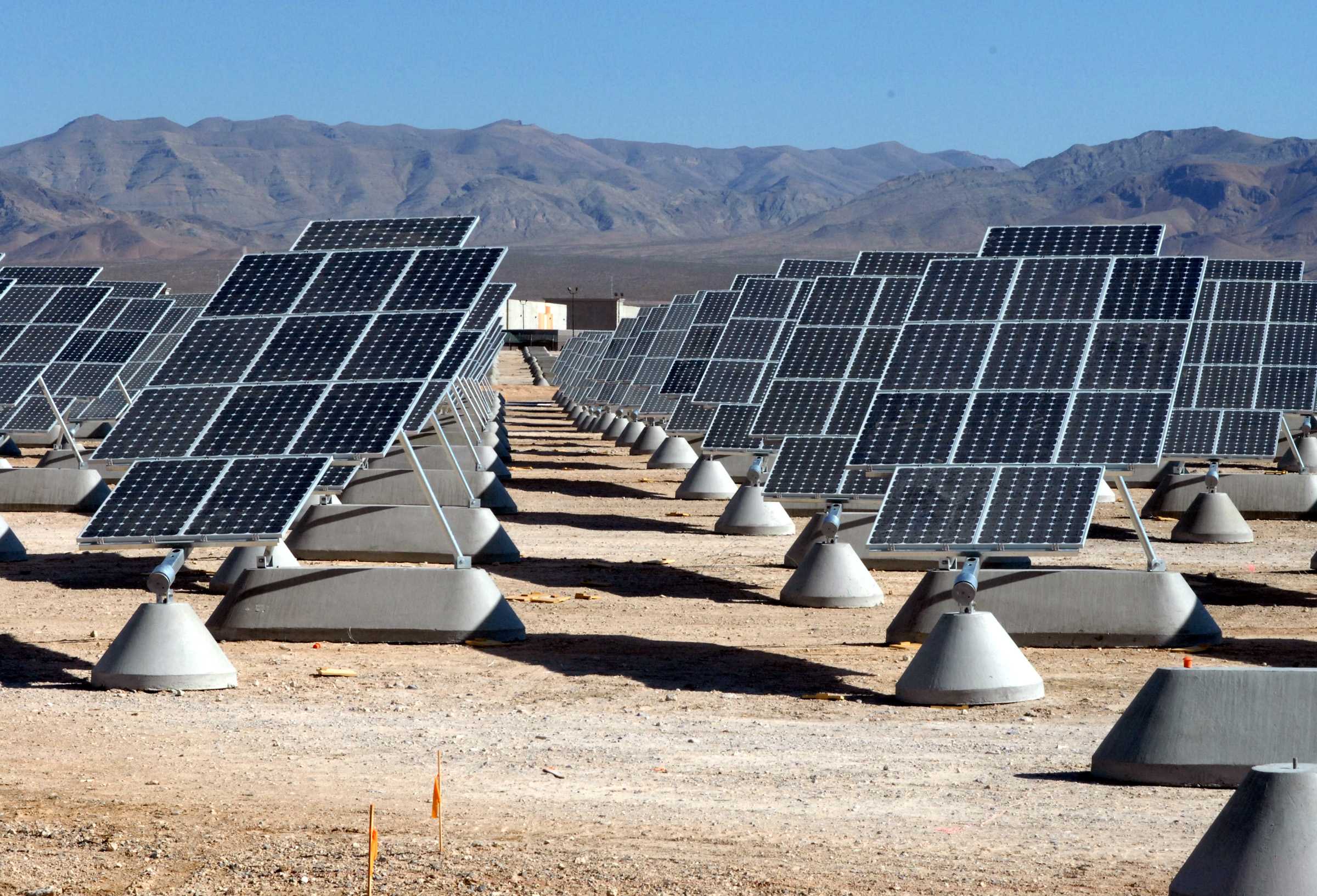
محطة نيليس للطاقة الشمسية.
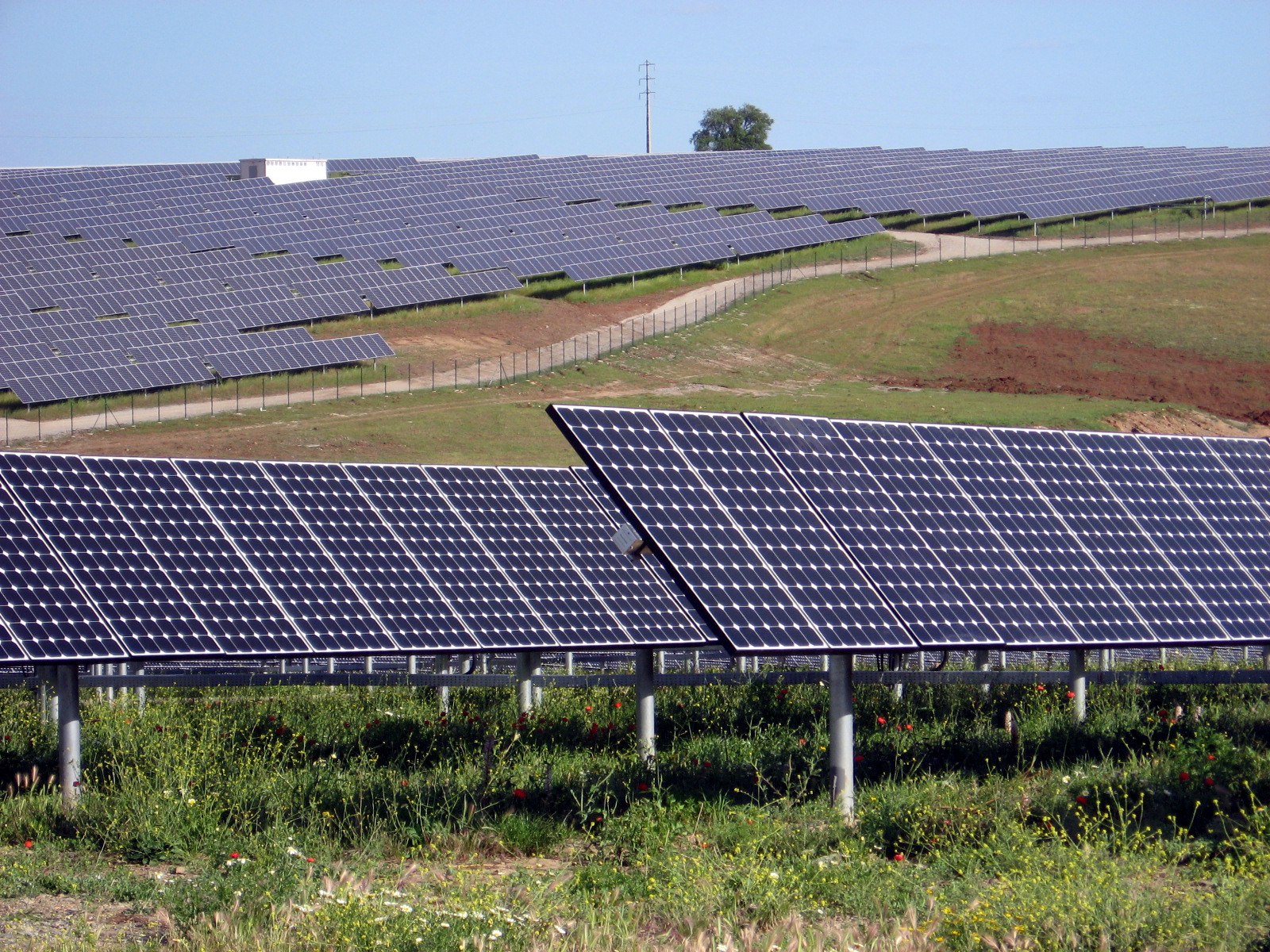
محطة سيربا للطاقة الشمسية

بواقع مطلع عام 2015 أصبحت محطة دسرت سنلايت للطاقة الشمسية في كاليفورنيا أكبر محطة في العالم من هذا النوع. وتبلغ طاقتها الإنتاجية من الكهرباء 550 ميجاواط. في نفس الوقت تعمل محطة أخرى في كاليفورنيا تنتج نفس القدرة 550 ميجاواط وهي محطة توباز سولار فارم للطاقة الشمسية.

## اقرأ أيضا
- محطة دسرت سنلايت للطاقة الشمسية
- محطة توباز سولار فارم للطاقة الشمسية
- محطة ايفانباه للطاقة الشمسية
- أنظمة انتاج الكهرباء من الطاقة الشمسية
- قوة شمسية
- خلية شمسية
- خلية ضوئية جهدية متعددة الوصلات
- ظاهرة كهروضوئية
- لوح ضوئي
- مصفوف ضوئي جهدي
- تأثير ضوء جهدي
- خلية ضوئية جهدية
- محطات طاقة شمسية جهدية
- محطة فالدبولينتز للطاقة الشمسية
- شبكة حرارية مارستال